# Agaricomycetidae
Agaricomycetidae is een botanische naam, voor een onderklasse van paddenstoelen. Volgens de Index Fungorum (18 februari 2009) is de samenstelling de volgende:
- onderklasse Agaricomycetidae
  - orde Agaricales
  - orde Amylocorticiales
  - orde Atheliales
  - orde Boletales
  - orde Jaapiales
  - orde Lepidostromatales

Alsook, ongeplaatst (incertae sedis) in een orde en een familie: de geslachten Anixia, Asporothrichum , Atraporiella, Ceraceopsis, Grandiniochaete, Korupella, Phlyctibasidium en Taiwanoporia.